# Csanád Gémesi
Csanád Gémesi (n. 13 noiembrie 1986, Gödöllő, Pesta, Ungaria) este un scrimer maghiar, medaliat olimpic. A participat la o ediție a Jocurilor Olimpice (2020) în care a câștigat o medalie de bronz.